# Carex andringitrensis
Carex andringitrensis är en halvgräsart som beskrevs av Henri Chermezon. Carex andringitrensis ingår i släktet starrar, och familjen halvgräs. Inga underarter finns listade i Catalogue of Life.